# Диаспора на кримските татари
Диаспората на кримските татари е общността на кримските татари извън региона на Крим, които осъзнават генетичното или духовното си единство с родината си.
Историята на диаспората започва след анексирането на Кримския хаганат от Руската империя през 1783 г., след което кримските татари са принудени да емигрират на няколко вълни в периода 1783 – 1917 г. Диаспората е съставена предимно от татарите, чийто социален и икономически живот е разрушен в резултат на руската колонизационна политика.
По време на Втората световна война кримските татари оказват подкрепа на нацистка Германия (около 10% от татарите на полуострова се присъединяват към немската армия). През 1944 г. всички татари са депортирани от Крим в Централна Азия. Въпреки това, това население се счита за принудително преселена общност, а не за диаспора.

## Османска империя
В Османската империя постоянно се намират представители на татарската аристокрация поради тесните връзки между двете държави. Османската провинция Буджак с център в Бендери е във васална зависимост от Гераите. През XIV – XV век османците колонизират Добруджа, където живеят кримските татари от Буджак. Между 1593 и 1595 г. кримските татари са преселени в Добруджа. Част от татарите отиват в Гърция и Османската империя.
Първата кримскотатарска емиграция е провокирана от руснаците след анексирането на Крим. Кримскотатарската управляваща класа (мирзи) и моллите търсят убежище в Северен Кавказ, страхувайки се от преследване. Броят им е около 8 хиляди, но те не прекъсват връзките си с Крим. Надеждите, че Герай ще се върне от Кавказ след „освобождението“ на Крим, се задържат до завладяването на Северен Кавказ от руснаците през 1859 г. През 1877 – 1878 г. кримските татари от Северен Кавказ, заедно с черкезите и чеченците, са изгонени от руските власти в Анадола. Мюсюлманите от Северен Кавказ в изгнание са около един милион.
След анексирането на Крим, други 4 хиляди татари бягат в османската крепост Озу (Очаков), а оттам към Буджак, васал на Гераите. Със завладяването на Бесарабия от руснаците през 1812 г., тези татари емигрират на юг в Добруджа.
Кримските татари емигрират в Османската империя, където са посрещнати като братя-мюсюлмани. Територията на Османската империя е наричана от кримскотатарските емигранти „aqtopraq“ („бяла земя“ или „земя на справедливостта“), тъй като те смятат емиграцията за „хиджра“, подобно на временното оттегляне на пророка в Медина под натиска на враговете на исляма. Бежанската вълна от кримски татари се подновява след Кримската война (1854 – 1856 г.), а руското правителство разглежда кримските татари като вътрешна заплаха за сигурността си поради историческата им отношения с Османската империя.
По-голямата част от кримскотатарските емигранти се заселва под османско власт в Добруджа, но някои от тях са изпратени в различни части на Анадола, където значителен брой кримски татари загиват поради климатичните условия и епидемии.
Въпреки че преселниците включват кримски татари, които емигрират от планинските, крайбрежните и градските райони на Крим, повечето от тях са от кримската степ, където са живели предимно в затворени селски общности. Според древната кримскотатарска традиция, бракът между роднини (например между братовчеди и сестри), дори много далечни, винаги е бил строго забранен, за разлика от местното население на Анадола. Те успяват да запазят етническата си идентичност и език почти непокътнати до 70-те години на ХХ век. Кримскотатарската идентичност на диаспората се формира през този период основно въз основа на устната културна традиция, обогатена с предания, песни, поезия, легенди за загубата на родината и нещастията на емиграцията.

## Съвременна Турция
С упадъка на Османската империя през последната четвърт на 19 век, повечето кримски татари от Добруджа емигрират в Анадола. Впоследствие миграция се извършва и вътре в пределите на Анадола. Този модел на миграция способства за разрушаването на родствените връзки и оттам – на връзките с родината, както и размесването на различните субтеноси на кримските татари.
Кримските татари участват в развитието на новата турска република, както и във формирането на турската идентичност. Например, значим принос за създаването на съвременния турски език има кримскотатарският просветител Исмаил Гаспрински.
Диаспората в Турция е попълнена от малка част от кримскотатарските бежанци от СССР след Втората световна война. Друга част емигрира в Турция от Румъния и България след установяването на комунистическите режими в тези страни.
Населението от кримскотатарски произход в Турция варира в различни източници от 500 хиляди до 5 милиона души. Има няколко етнически организации. В същото време, по-голямата част от това население не се смята за кримски татари, а за турци от кримски произход.

## Други региони
На 18 май 1944 г., с решение на Държавния комитет за отбрана, НКВД депортира кримските татари от Крим в Централна Азия, Сибир и Урал.
Според преброяването от 2002 г. кримскотатарската диаспора в Румъния е 24 хиляди души. Но едва след свалянето на комунистическия режим, кримските татари преживяват национално възраждане и обновяване на връзките с родината и кримскотатарските общности в други държави, най-вече в Турция.
Кримскотатарската диаспора в България има няколко хиляди души. В страната започва изграждането на сътрудничество с общности в чужбина и особено с репатрираните кримски татари.
Кримските татари в САЩ са най-голямата диаспора в Западното полукълбо, състояща се от имигранти от Крим, Румъния, България и Гърция.